# Hostage Rescue Team

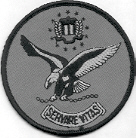
HRT:s förbandstecken.

Hostage Rescue Team (HRT) är amerikanska FBI:s nationella antiterroriststyrka. Den tillhör Critical Incident Response Group (CIRG) som ansvarar för kritiska situationer. HRT är stationerad på marinkårsbasen Quantico i Virginia där också FBI Academy finns lokaliserad. HRT:s målsättning är att kunna ge sig ut på ett uppdrag inom fyra timmar från det att FBI-chefen gett order om det. HRT har ungefär samma arbetsuppgifter som den svenska polisens Nationella Insatsstyrka.

## Historia
HRT grundades 1982 inför sommar-OS i Los Angeles 1984 eftersom man fruktade terrordåd liknande de som inträffade under sommar-OS i München 1972. Detta var i alla fall den officiella versionen. Egentligen grundades HRT eftersom den enda dåvarande antiterroriststyrkan i USA, 1st Special Forces Operational Detachment-Delta (Delta Force), är en militär enhet och sådana får inte användas på egen mark i fredstid. Trots det hade användning av Delta Force inom USA tidigare förekommit, men detta kritiserades nu av USA:s justitiedepartement och det ledde fram till att HRT bildades.

## Träning

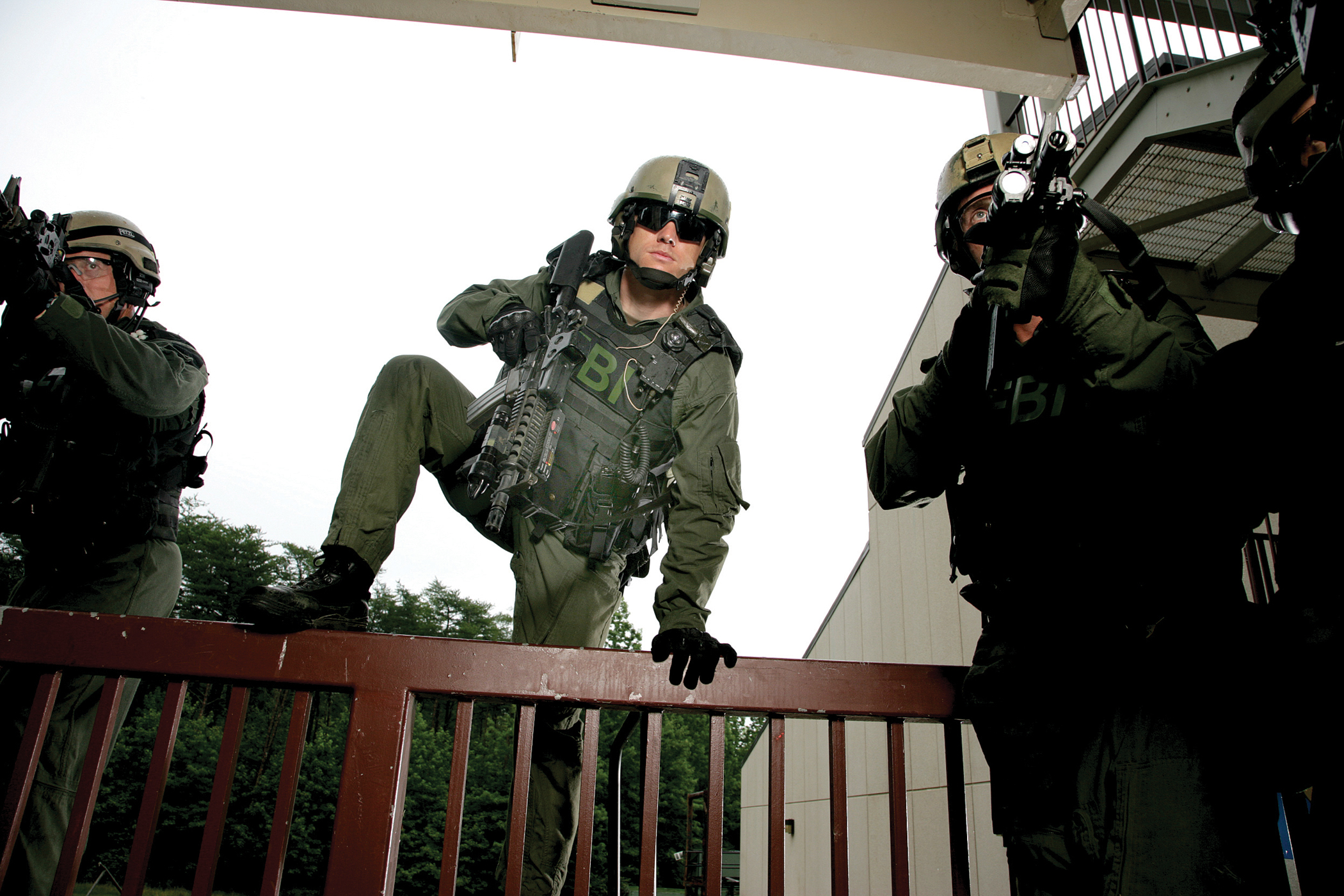
Bild från 2008.

Alla specialagenter i FBI kan ansöka om att få bli antagna av HRT. De som ansöker väljs sedan ut beroende på sin bakgrund och erfarenhet. De som går vidare därifrån får sedan genomgå ett fyra månader långt träningsprogram. Om man klarar av träningsprogrammet blir man antagen till Hostage Rescue Team. De som inte är i beredskap tränar istället. Träningsuppdrag utförs i olika klimat och miljöer i hela USA. HRT tränar ofta tillsammans med andra myndigheter för att det ska bli så verklighetstrogna övningar som möjligt. DEA, ATF, militären och lokala polismyndigheter brukar ingå i HRT:s övningar.
Dessutom tränar HRT ofta tillsammans med Delta Force, Frankrikes antiterroriststyrka GIGN, Brittiska SAS, Tysklands GSG-9 med flera.

## Kritik
HRT har fått mycket kritik för främst två operationer. Dels skottlossningen i Ruby Ridge i norra Idaho i augusti 1992 då en prickskytt från HRT sköt ihjäl den obeväpnade Vicki Weaver. Vicky Weaver och hennes man Randy Weaver var medlemmar i den antisemitiska organisationen Aryan Nations. Detta var en organisation som ATF och FBI var väldigt måna om att infiltrera.
Och dels Belägringen i Waco i Waco, Texas den 28 februari 1993 då ATF och FBI med hjälp av HRT skulle slå till mot den religiösa gruppen Davidianerna. Operationen gick fel redan från början, Davidianerna belägrade sig inne sin lokal i 51 dygn och när allt var slut hade ett åttiotal människor dödats, däribland 21 barn och Davidianernas ledare David Koresh.